# Bajt Dżala
Bajt Dżala (arab. بيت جالا, 'dywan z trawy') – miasto w Autonomii Palestyńskiej (Zachodni Brzeg). Według danych szacunkowych na rok 2009 liczy 23 020 mieszkańców. Należy do aglomeracji Betlejem. Zamieszkane głównie przez chrześcijańskich Palestyńczyków.